# Hồ Bảy Mẫu
Hồ Bảy Mẫu là một hồ nước ngọt nằm trong công viên Thống Nhất ở Hà Nội. Mặt nước hồ chiếm khoảng 28 ha, giữa hồ có đảo Thống Nhất và đảo Hoà Bình.

## Vị trí
Hồ nằm khu vực hơi lệch về phía nam của trung tâm Hà Nội, thuộc phạm vi quận Hai Bà Trưng. Phía nam giáp với đường Đại Cồ Việt, phía đông nam và đông là đường Vân Hồ III chạy ra đường Nguyễn Đình Chiểu. Phía bắc giáp với công viên Thống Nhất, phía tây được chắn bởi đường Lê Duẩn. Bên kia đường là hồ Ba Mẫu. Theo bản đồ cổ thời Hồng Đức thì cuối hồ Bảy Mẫu về phía nam có chỗ thông ra sông Kim Ngưu, gọi là cống Lâm Khang, nay gọi chệch là Nam Khang.
Hồ có hai đảo: Thống Nhất là một vườn hoa có cầu nối với cổng phía đường Lê Duẩn. Còn đảo Hòa Bình, gần bờ phía đông, là nơi mát mẻ, tĩnh mịch dành cho khách muốn nghỉ ngơi. Ra đảo phải dùng thuyền.Hồ nằm khu vực hơi lệch về phía nam của trung tâm Hà Nội, thuộc phạm vi quận Hai Bà. Phía nam giáp với đường Đại Cồ Việt, phía đông nam và đông là đường Vân Hồ III chạy ra đường Nguyễn Đình Chiểu. Phía bắc giáp với công viên Thống Nhất, phía tây được chắn bởi đường Lê Duẩn. Bên kia đường là hồ Ba Mẫu. Theo bản đồ cổ thời Hồng Đức thì cuối hồ Bảy Mẫu về phía nam có chỗ thông ra sông Kim Ngưu, gọi là cống Lâm Khang, nay gọi chệch là Nam Khang.